# Aethrodiscus transversalis
Genre
Espèce
Aethrodiscus transversalis, unique représentant du genre Aethrodiscus, est une espèce d'araignées aranéomorphes de la famille des Araneidae.

## Distribution
Cette espèce se rencontre en Afrique centrale.

## Description
La femelle holotype mesure 16,5 mm.

## Publication originale
- Strand, 1913 : Arachnida. I. Wissenschaftliche Ergebnisse der Deutsche Zentral-Afrika Expedition 1907-1908, Leipzig, vol. 4, Zool. 2, p. 325-474 (texte intégral).